# Kondraszkino
Kondraszkino (ros. Кондрашкино) – wieś w Rosji, w obwodzie woroneskim, w rejonie kaszyrskim. W 2010 liczyła 597 mieszkańców.